# Bentoscopio
El Bentoscopio (del griego βένθος/benthos, 'fondo marino,' y del latín -scopium, 'instrumento para ver o examinar', que a su vez toma la raíz del griego σκοπεῖν/skopeîn, 'observar') fue un sumergible de aguas profundas diseñado por Otis Barton tras la Segunda Guerra Mundial. Bartis le encargó la fabricación del navío a la Watson-Stillman Company, que anteriormente había construido la batisfera con la que Bartis se sumergió acompañado de William Beebe. 
El Bentoscopio era básicamente similar a la batisfera, con la diferencia de ser construido para soportar presiones más altas, pues contaba con una profundidad de aplastamiento de 10 000 pies (3048,0 m). Su diámetro interno era de 4,5 pies (1,4 m) y la pared tenía un grosor de 1,75 pulgadas (44,5 mm). En total pesaba 7 toneladas cortas (6.400 kg), superando el peso de la batisfera por 1600 libras (725,7 kg). Se le instalaron dos ventanas de cuarzo fundido, una mirando al frente y la otra en diagonal hacia abajo. Se hicieron mejoras con respecto a la batisfera, tales como el oxígeno suministrado desde cilindros y cloruro de calcio y cal sodada siendo utilizados para absorber la humedad y el CO2, respectivamente.
En agosto de 1949, Barton estableció un nuevo récord mundial de profundidad al descender en solitario 4500 pies (1371,6 m), que sigue siendo la inmersión más profunda de un sumergible suspendido por un cable.
El Bentoscopio hoy en día se encuentra exhibido frente al Museo Marítimo de Los Ángeles en San Pedro, California.

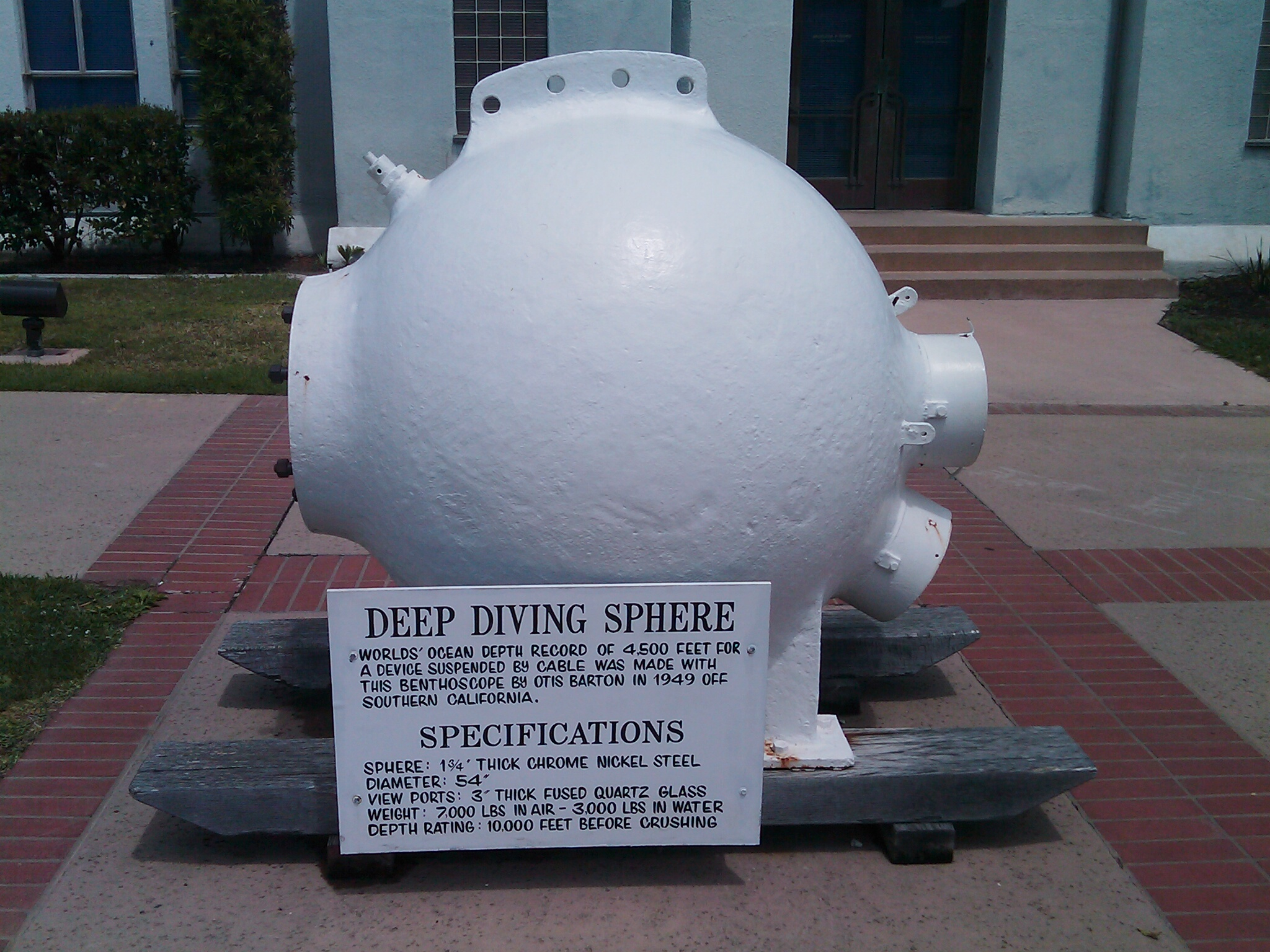
Bentoscopio en el Museo Marítimo de Los Ángeles